# Fernando Reis
Fernando Saraiva Reis (São Paulo, 10 de março de 1990) é um halterofilista do Brasil. Ele ficou em 5° lugar nos Jogos Olímpicos da Rio-2016, ganhou uma medalha de bronze no Campeonato Mundial de 2018 e é tricampeão dos Jogos Pan-Americanos, além de recordista das Américas na categoria acima de 105 kg e, após a reestruturação das categorias de peso em 2018, na categoria acima de 109 kg.

## Carreira
Fernando participou dos Jogos Pan-Americanos de 2007 e ficou em décimo lugar (último), na categoria até 94 kg, com 304 kg no total combinado (140 no arranque e 164 no arremesso).
Nos Jogos Sul-Americanos de 2010, Fernando ficou com a medalha de prata, na categoria acima de 105 kg.
No campeonato mundial para juniores (até 20 anos) de 2010, em Sofia, Bulgária, Fernando competiu na categoria acima de 105 kg e conquistou a primeira medalha do Brasil nessa competição — o bronze no arranque, com 171 kg. Ele terminou em quarto no total combinado (372 kg).
Participou do Campeonato Mundial de 2010, aberto, sem limitação de idade, e ficou em 26º lugar.

### 2011
Em 10 de abril de 2011, Fernando venceu o National Collegiate Championships, em Shreveport, na categoria acima de 105 kg, com 385 kg no total combinado (175 no arranque e 210 no arremesso), todas essas marcas que foram novos recordes brasileiros, mas foi pego no doping, ele testou positivo para a substância metilhexanamina.
Mas ele pode competir nos Jogos Pan-Americanos de Guadalajara, em que conquistou a medalha de ouro (primeira do país na modalidade) ao levantar 410 kg no total (185 kg no arranque e 225 no arremesso), quebrando os recordes dos Jogos Pan-Americanos.

### 2012
Em 2012, participou dos Jogos Olímpicos de Londres, na categoria acima de 105 kg. Na prova do arranque, fez 178 kg na primeira tentativa, e 180 na segunda. Na terceira, tentou bater seu recorde de 185 kg, mas falhou na tentativa de 186 kg. Já na prova do arremesso, começou bem, fazendo 220 kg na primeira tentativa. Quando tentou os 225 kg, as faixas que protegiam a musculatura de seus joelhos se soltaram. Fernando sofreu uma lesão, não conseguiu levantar os 225 kg e desistiu da última tentativa. Com isso, teve o resultado total de 400 kg. Terminou em quarto no grupo B, e em 12º lugar geral inicialmente, mas foi realocado para 9º após a desclassificação de Yauheni Zharnasek por doping em 2016 e de Ruslan Albegov e Irakli Turmanidze em março de 2024.

### 2015
Em 2015, Fernando Reis se tornou bicampeão dos Jogos Pan Americanos no levantamento de peso, categoria mais de 105 kg masculino com 427 kg (192+235 kg), recorde do Pan e recorde brasileiro. No Campeonato Mundial de 2015, levantou 425 kg (195 kg + 230 kg) e ficou com a 10ª colocação.

### 2016
Nos Jogos Olímpicos de Verão de 2016 no Rio de Janeiro, melhorou seu desempenho, terminando em 5º lugar batendo o recorde das 3 Américas (195 kg no arranque e 240 kg no arremesso, total de 435 kg).

### 2017
Em 2017, Fernando Reis enfrentou um impasse com o presidente da Confederação Brasileira de Levantamento de Pesos (CBLP), Enrique Montero, que o impediu de representar oficialmente o Brasil no Campeonato Pan-Americano de Miami. Apesar de ter conquistado a primeira colocação na categoria +105 kg e quebrado o recorde pan-americano no arranque, com 198 kg, Reis não foi inscrito como membro da equipe brasileira.
A confusão teve início quando Reis não participou do Campeonato Brasileiro, que servia como seletiva para o Pan-Americano, por estar nos Estados Unidos em processo de obtenção do green card. Mesmo tendo obtido um resultado superior ao índice exigido pela CBLP em outro torneio, a confederação não reconheceu sua marca. Graças à intervenção da Federação Pan-Americana, Reis conseguiu competir em Miami como um atleta "extra", sem pontuar para o Brasil. Com um total de 428 kg, muito à frente de todos os seus rivais, ele ainda quebrou o recorde pan-americano do arranque.
Mesmo garantindo o índice classificatório obtido no Pan-Americano para o Campeonato Mundial, que seria realizado no final de novembro em Anaheim, Reis teve que entrar com uma ação judicial para poder participar. Com o apoio da Federação Internacional de Halterofilismo, conseguiu sua vaga na competição. Neste Mundial, o atleta brasileiro alcançou um resultado histórico: levantou 200 kg no arranque, quebrando novamente o recorde da América e ficando em 4º lugar na prova. No arremesso, levantou 240 kg, terminando em sexto lugar. Na competição do total geral, a mais importante, terminou em sexto lugar, estabelecendo um novo recorde pan-americano com 440 kg.

### 2018
No Pan-Americano de Levantamento de Peso de 2018, ele novamente quebrou seu recorde da América do arranque, levantando 201 kg. No arremesso fez 235 kg, e no total geral, 436 kg, ganhando ouro nas três provas.
No Campeonato Mundial de 2018, realizado em novembro, Reis obteve um histórico 4º lugar para o Brasil no total geral, a melhor posição do país até então, com a marca de 436 kg (201 kg no arranco e 235 kg no arremesso). Mas ele falhou na segunda e terceira tentativas do arremesso, quando foi para 245 kg e 246 kg. Em 20 de março de 2021, a Federação Internacional de Halterofilismo anunciou que os resultados do uzbeque Rustam Djangabaev no Campeonato Mundial de 2018 foram anulados. Reis foi então promovido à medalha de bronze no total, e em quarto lugar tanto no arranque quanto no arremesso. Essa foi a primeira medalha do Brasil na história do Campeonato Mundial de Halterofilismo.

### 2019
No Pan de Lima 2019, apesar de ainda estar se recuperando de uma cirurgia no joelho, realizada no final de 2018, ele obteve o tricampeonato, erguendo 420 kg no total, contra 399 do atleta que obteve a prata.

### 2021
Fernando ganhou o quarto título no Campeonato Pan-Americano de São Domingos, em abril, e estava classificado para os Jogos Olímpicos de Tóquio. Ele era um dos favoritos a medalha na categoria acima de 109 kg, mas Fernando perdeu a vaga após testar positivo para hormônio do crescimento, em vários exames realizados pela Autoridade Brasileira de Controle de Dopagem (ABCD), em junho, e foi suspenso oficialmente das Olímpiadas. Ele negou ter usado substâncias proibidas e afirmou que um nódulo no cérebro estaria causando a liberação de níveis elevados de hormônio após realizar exames.
No entanto, Fernando desistiu de se defender da acusação de doping e anunciou sua aposentadoria do levantamento de peso ainda em 2021.

## Quadro de resultados
| Ano                                              | Lugar                                                        | Categoria       | Marca (kg) / pos. | Marca (kg) / pos. | Marca (kg) / pos. | Ref.            |
| Ano                                              | Lugar                                                        | Categoria       | Arranque          | Arremesso         | Total             | Ref.            |
| Jogos Olímpicos                                  | Jogos Olímpicos                                              | Jogos Olímpicos | Jogos Olímpicos   | Jogos Olímpicos   | Jogos Olímpicos   | Jogos Olímpicos |
| ------------------------------------------------ | ------------------------------------------------------------ | --------------- | ----------------- | ----------------- | ----------------- | --------------- |
| 2012                                             | Londres, Inglaterra                                          | +105 kg         | 180 / 11          | 220 / 9           | 400 / 9           | [ 35 ]          |
| 2016                                             | Rio de Janeiro, Brasil                                       | +105 kg         | 195 / 5           | 240 / 5           | 435 / 5           | [ 36 ] [ 21 ]   |
| Campeonato Mundial                               |                                                              |                 |                   |                   |                   |                 |
| 2010                                             | Antália, Turquia                                             | +105 kg         | 155 / 29          | 190 / 27          | 345 / 26          | [ 9 ]           |
| 2011                                             | Paris, França                                                | +105 kg         | 176 / 20          | 217 / 16          | 393 / 17          | [ 37 ]          |
| 2013                                             | Breslávia, Polônia                                           | +105 kg         | 182 / 10          | 228 / 6           | 410 / 7           | [ 38 ]          |
| 2014                                             | Almati, Cazaquistão                                          | +105 kg         | 190 / 8           | 230 / 7           | 420 / 9           | [ 39 ]          |
| 2015                                             | Houston, Estados Unidos                                      | +105 kg         | 195 / 7           | 230 / 12          | 425 / 10          | [ 40 ]          |
| 2017                                             | Anaheim, Estados Unidos                                      | +105 kg         | 200 / 5           | 240 / 6           | 440 / 6           | [ 24 ]          |
| 2018                                             | Asgabate, Turquemenistão                                     | +109 kg         | 201 / 4           | 235 / 4           | 436 /             | [ 26 ] [ 2 ]    |
| 2019                                             | Pattaya, Tailândia                                           | +109 kg         | 192 / 5           | 232 / 9           | 424 / 8           | [ 9 ]           |
| Campeonato Mundial Júnior                        |                                                              |                 |                   |                   |                   |                 |
| 2008                                             | Cáli, Colômbia                                               | –105 kg         | 151 / 9           | 180 / 13          | 331 / 10          | [ 9 ] [ 37 ]    |
| 2009                                             | Bucareste, Romênia                                           | –105 kg         | 152 / 6           | 186 / 6           | 338 / 5           | [ 41 ]          |
| 2010                                             | Sófia, Bulgária                                              | +105 kg         | 171 /             | 201 / 5           | 372 / 4           | [ 42 ]          |
| Jogos Pan-Americanos                             |                                                              |                 |                   |                   |                   |                 |
| 2007                                             | Rio de Janeiro, Brasil                                       | 0–94 kg         | 140 / 10          | 164 / 10          | 304 / 10          | [ 6 ]           |
| 2011                                             | Guadalajara, México                                          | +105 kg         | 185 / 1           | 225 / 1           | 410 /             | [ 13 ] [ 15 ]   |
| 2015                                             | Toronto, Canadá                                              | +105 kg         | 192 / 1           | 235 / 1           | 427 /             | [ 19 ]          |
| 2019                                             | Lima, Peru                                                   | +109 kg         | 190 / 1           | 230 / 1           | 420 /             | [ 43 ] [ 29 ]   |
| Campeonato Pan-Americano                         |                                                              |                 |                   |                   |                   |                 |
| 2010                                             | Cidade da Guatemala, Guatemala                               | +105 kg         | 165 / 4           | 203 / 4           | 368 / 4           | [ 9 ]           |
| 2012                                             | Antigua, Guatemala                                           | +105 kg         | 180 /             | 230 /             | 410 /             | [ 9 ]           |
| 2013                                             | Ilha de Margarita, Venezuela                                 | +105 kg         | 180 /             | 227 /             | 407 /             | [ 9 ]           |
| 2014                                             | São Domingos, República Dominicana                           | +105 kg         | 187 /             | NM                | —                 | [ 9 ]           |
| 2017                                             | Miami, Estados Unidos                                        | +105 kg         | 198 / 1           | 230 / 1           | 428 / 1           | [ 23 ] [ 22 ]   |
| 2018                                             | São Domingos, República Dominicana                           | +105 kg         | 201 /             | 235 /             | 436 /             | [ 25 ]          |
| 2019                                             | Cidade da Guatemala, Guatemala                               | +109 kg         | DNS               | DNS               | —                 | [ 9 ]           |
| 2021                                             | São Domingos, República Dominicana                           | +109 kg         | 190 /             | 235 /             | 425 /             | [ 30 ]          |
| Jogos Sul-Americanos                             |                                                              |                 |                   |                   |                   |                 |
| 2010                                             | Medellín, Colômbia                                           | +105 kg         | 160 / 4           | 206 / 2           | 366 /             | [ 44 ]          |
| 2014                                             | Santiago, Chile                                              | +105 kg         | 182 / 1           | 225 / 1           | 407 /             | [ 45 ]          |
| Campeonato Sul-Americano & Evento-Teste Rio 2016 |                                                              |                 |                   |                   |                   |                 |
| 2016                                             | Rio de Janeiro, Brasil                                       | +105 kg         | 190 /             | NM                | —                 | [ 46 ] [ 47 ]   |
| Campeonato Pan & Sul-Americano sub-17            |                                                              |                 |                   |                   |                   |                 |
| 2006                                             | Guaiaquil, Equador                                           | 0–94 kg         | 131 /             | 159 /             | 290 /             | [ 48 ] [ 49 ]   |
| 2007                                             | Guaiaquil, Equador                                           | 0+94 kg         | 140 /             | 170 /             | 310 /             | [ 50 ]          |
| Outras (IWF)                                     |                                                              |                 |                   |                   |                   |                 |
| 2015                                             | Grózni, Rússia President’s Cup                               | +105 kg         | 180 / 8           | 212 / 8           | 392 / 7           | [ 51 ]          |
| 2019                                             | Buenos Aires, Argentina International BA Open                | +109 kg         | 190 /             | 220 /             | 410 /             | [ 52 ]          |
| Torneio Int. Manuel Suárez "In Memoriam"         |                                                              |                 |                   |                   |                   |                 |
| 2015                                             | Cienfuegos, Cuba                                             | +105 kg         | 181 /             | 215 /             | 396 /             | [ 53 ]          |
| Campeonato Brasileiro                            |                                                              |                 |                   |                   |                   |                 |
| 2014                                             | Sabará, Minas Gerais                                         | +105 kg         | 175 /             | 210 /             | 385 /             | [ 54 ]          |
| 2018                                             | Porto Alegre, Rio Grande do Sul                              | +109 kg         | 180 /             | 220 /             | 400 /             | [ 55 ] [ 56 ]   |
| Outras                                           |                                                              |                 |                   |                   |                   |                 |
| 2011                                             | Shreveport, Estados Unidos National Collegiate Championships | +105 kg         | 175 / DSQ         | 210 / DSQ         | 385 / DSQ         | [ 10 ] [ 12 ]   |
| 2013                                             | Columbus, Estados Unidos Arnold Weightlifting Championships  | +105 kg         | 182 /             | 225 /             | 407 /             | [ 57 ]          |
| 2017                                             | Miami, Estados Unidos Doral Weightlifting Championship       | +105 kg         | 182 /             | 230 /             | 412 /             | [ 58 ]          |
| 2018                                             | Miami, Estados Unidos Wodapalooza Weightlifting Face Off     | +105 kg         | NA                | NA                | NA /              | [ 59 ]          |
| 2018                                             | Columbus, Estados Unidos Arnold Classic                      | +105 kg         | NA                | 242 /             | NA /              | [ 60 ]          |
| 2020                                             | Dallas, Estados Unidos Dallas Weightlifting Championship     | +109 kg         | 190 /             | 230 /             | 420 /             | [ 61 ]          |

NOTAS
1. ↑  Resultado não oficial
2. ↑  Edição de 2020 realizada em 2021
3. ↑  Recorde pan-americano não oficial

Em eventos multiesportivos como os Jogos Olímpicos, os Jogos Pan-Americanos e os Jogos Sul-Americanos, as medalhas são atribuídas apenas ao total combinado.

NM = Sem marca (No mark)

DNS = Não largou (Did not start)

DSQ = Desclassificado (Disqualified)

NA = Não disponível (No available)